# Clubiona komissarovi
Clubiona komissarovi är en spindelart som beskrevs av Mikhailov 1992. Clubiona komissarovi ingår i släktet Clubiona och familjen säckspindlar. Inga underarter finns listade i Catalogue of Life.